# ユビアシクラゲ
ユビアシクラゲ Tiburonia granrojo はミズクラゲ科に属するクラゲの一種。2003年、モントレー湾水族館研究所のチームにより発見された。属名 Tiburonia は撮影に用いられたROVの名前に由来し、スペイン語で"鮫"を意味する。種小名 granrojo はスペイン語で"大きな赤い物"を意味する。
クラゲの中でもかなり巨大な種であり、カリフォルニア湾・モントレー湾・ハワイ・日本などの太平洋において、深度600-1500mから発見されている。直径75cmに達し、口腕は4-7本で、太く肉質である。傘の縁に触手はない。全体的に暗赤色をしている。
2003年の時点で23個体しか発見されていない。また、15cm以下の小型個体が1個体だけ発見されている。ROVを用いて、複数の動画が撮影されている。